# 호두

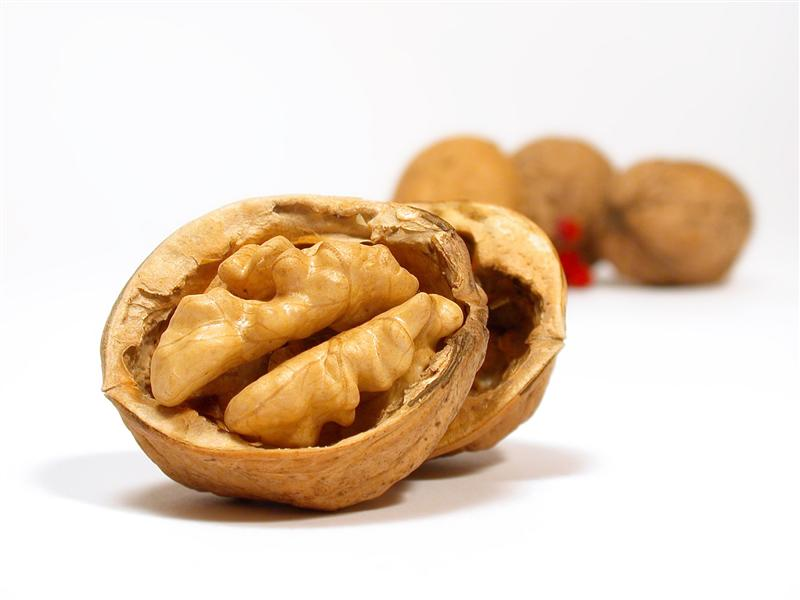
호두

호두(核桃 영어: Walnut)는 가래나무속에 속하는 나무에서 얻어진 핵과이다. 호두에는 다량의 단백질과 많은 필수 지방산이 포함되어 있다.

## 특징
호두는 둥굴고 껍질(열매 또는 과피)을 까면 사람의 뇌처럼 생긴 씨앗이 있다. 호두나무는 주로 성숙한 열매의 씨를 사용하기 위해 키운다. 열매는 3가지 층(외과피, 중과피, 내과피)으로 아루어져 있다. 열매가 성숙하면, 바깥쪽 부분(외과피와 중과피)은 부서지기 쉽게 돠며 안쪽 부분(내과피)은 단단하게 된다. 호두의 갈색 껍질(내과피)에는 [항산화물질]이 포한되어 있어서, 씨앗을 대기의 산소로 인한 산패를 방지한다.
호두의 속살(씨앗)에는 지질이 60~70%정도 함유되어 있고 단백질 15~20%, 탄수화물 4~5%, 이외에 여러 가지 비타민과 무기물질 등이 함유되어 았다. 이러한 씨앗은 생으로 먹거나 빵, 과자, 사탕, 우유 등과 같이 먹기도 한다. 호두 씨앗에 있는 지방에는 포화지방산 7.3%, 올레인산 14~15%, 리놀산 78~83%, 리놀레인산 4~7% 등이 함유되어 있어 있다. 아런 성분은 한방과 민간에서 동맥경화증, 호흡기질병, 신경통, 관절염, 당뇨병 등에 약으로 쓰이기도 한다.

## 효능
호두에는 뇌세포를 보호하는 오메가3가 풍부해 치매, 노안 예방과 불면증, 건망증 치료에 효과적이며, 호두의 단백질과 불포화지방산 비타민E 성분은 혈중 콜레스테롤을 낮추고 동맥경화 진행을 억제한다. 노화 방지에도 도움이 되며, 호두 속 단백질과 비타민 B1, B2는 소화기능을 강화시킨다.

## 역사
신라의 민정문서에 호도(胡桃)라는 이름으로 호두가 적혀있어 최소 삼국 시대에도 있는 것으로 추정된다. 그리고 고려 충렬왕 16년(1290년) 원나라에 사신으로 간 유청신이 묘목과 열매를 처음 가져왔다는 기록이 있다. 당시에는 중국에서 들여온 가래나무란 뜻으로 당추자(唐楸子)라고 했다. 조선시대는 물론이고 현대도 가끔 쓰이는 명칭이며 방언으로는 오히려 호두가 추자라고 불린다.

## 갤러리

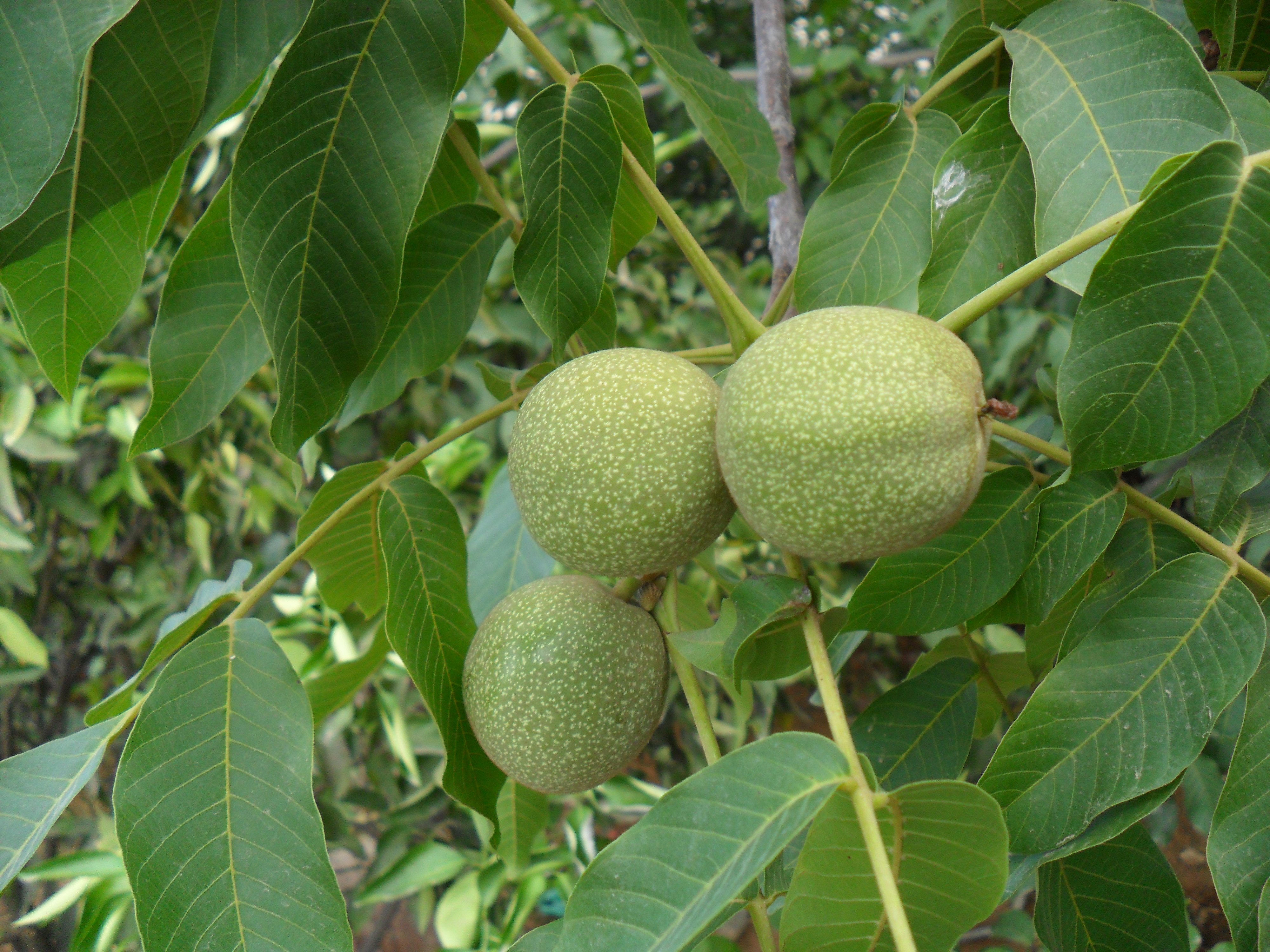
호두나무의 열매
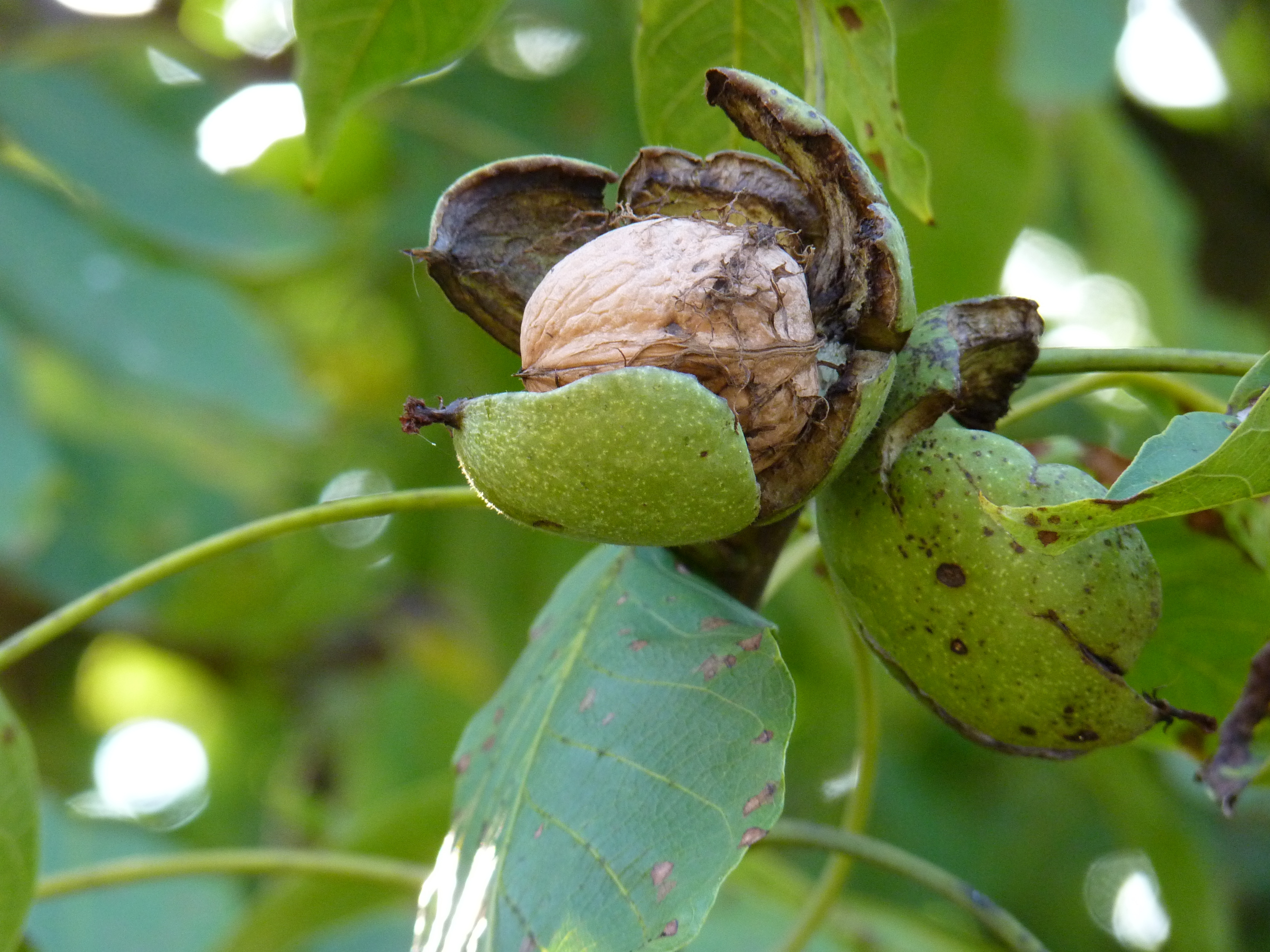
성숙하여 갈라진 호두열매
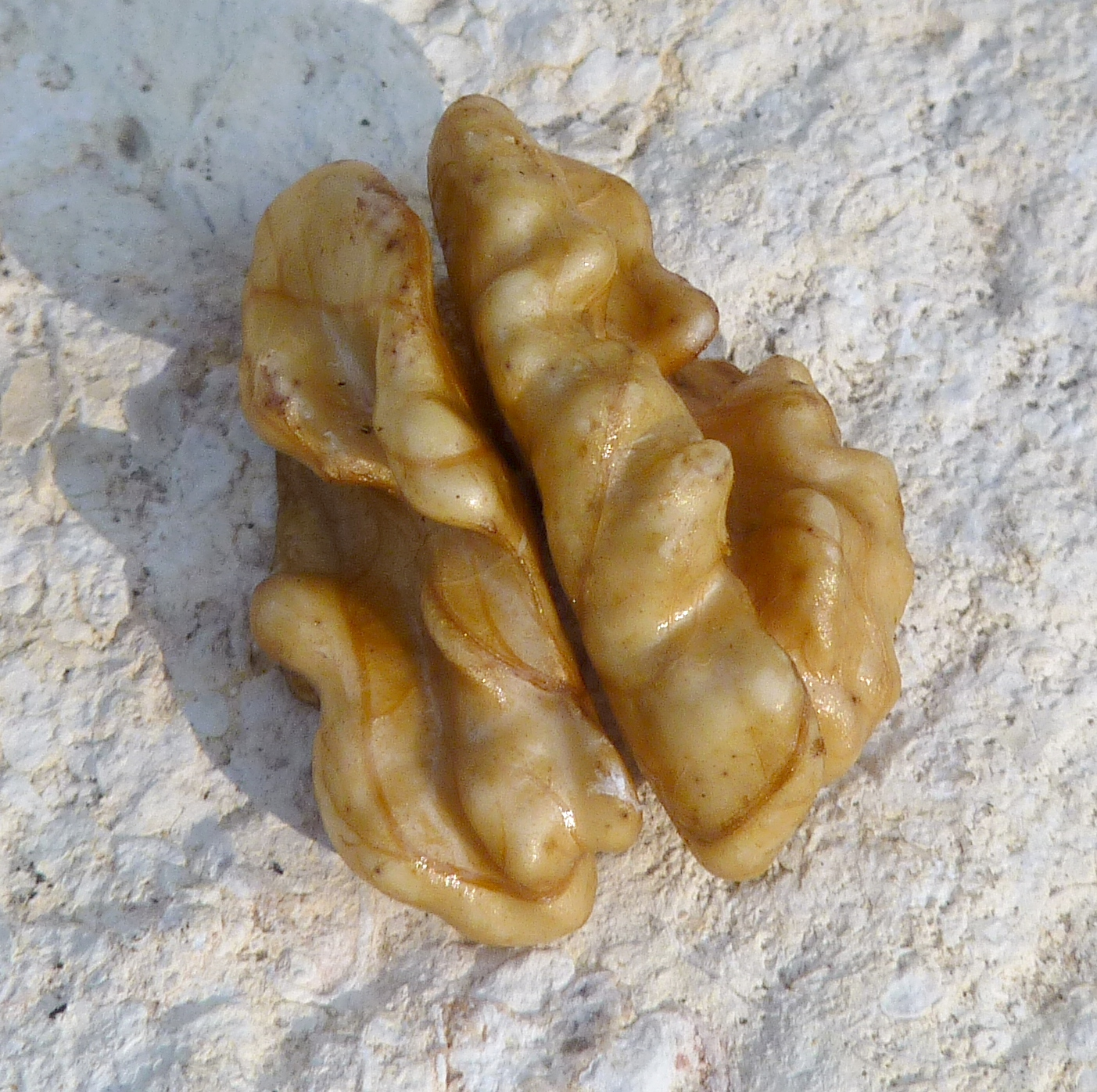
껍질을 벗겨낸 호두 (호두속)
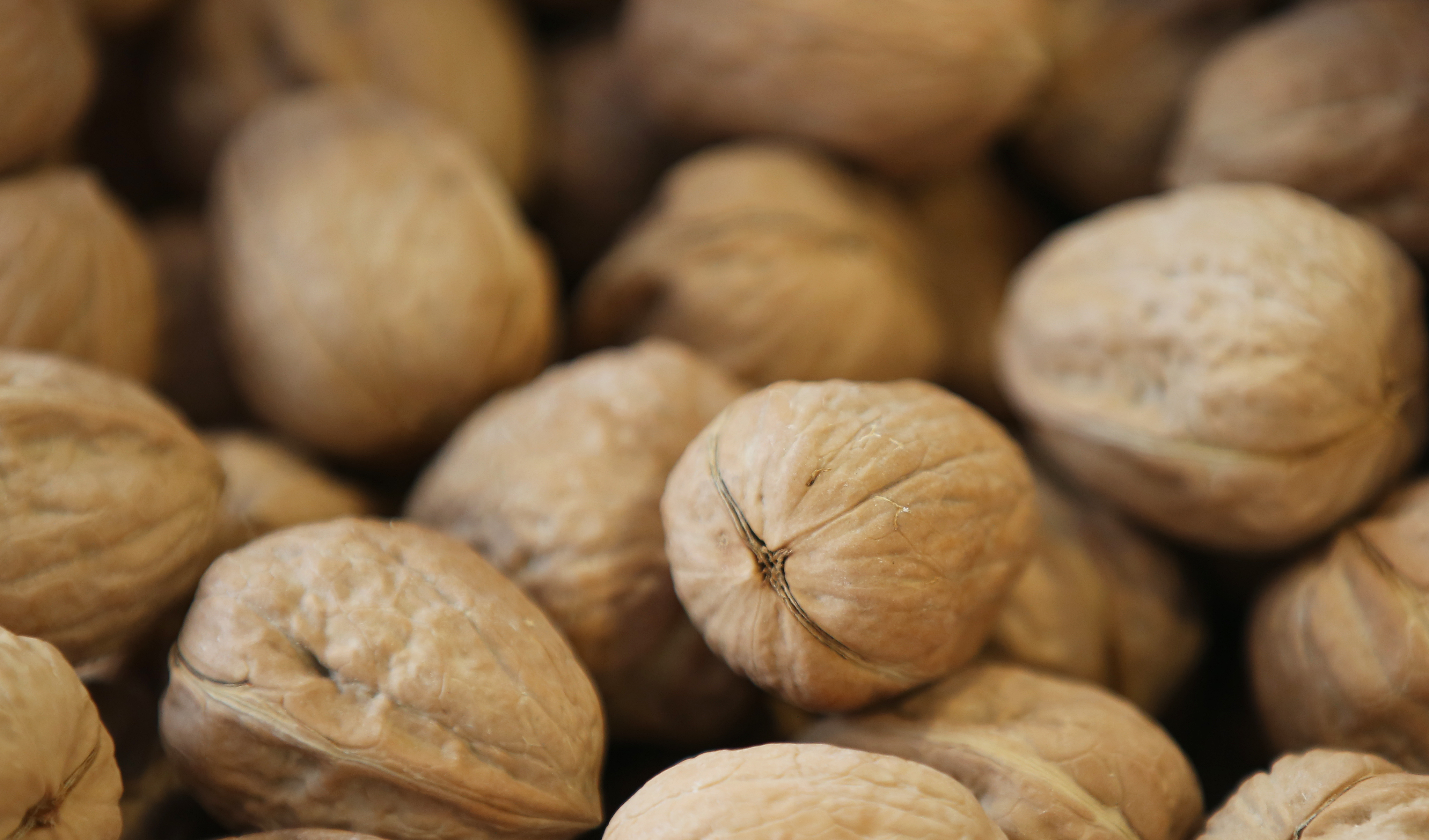
호두
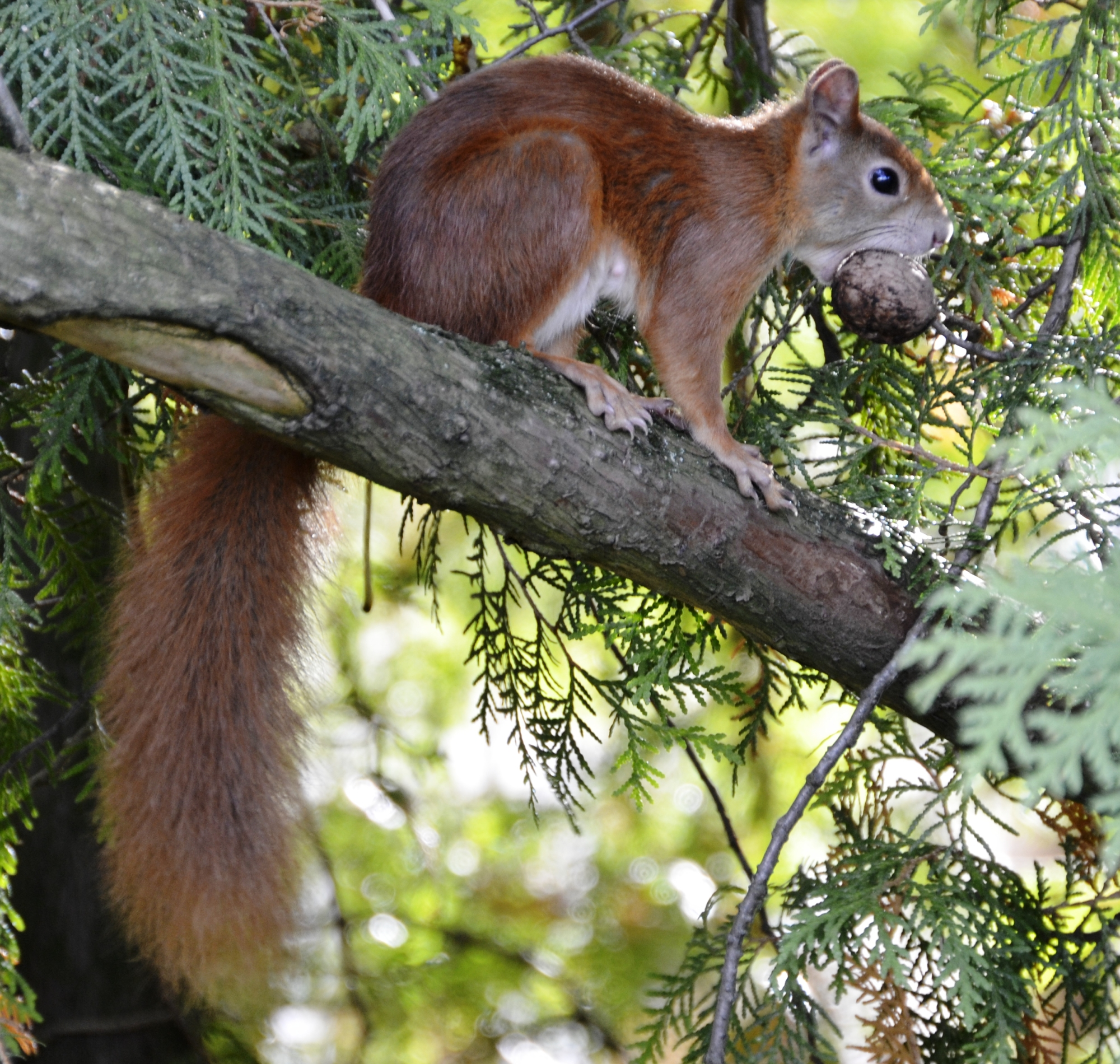
호두를 입에 문 청서

## 같이 보기
- 핵과류
- 아몬드
- 잣
- 땅콩
- 피스타치오